# Trimma okinawae
 Trimma okinawae és una espècie de peix de la família dels gòbids i de l'ordre dels perciformes.

## Morfologia
- Els mascles poden assolir 3,5 cm de longitud total.[4][5]

## Hàbitat
És un peix marí de clima tropical i associat als esculls de corall fins als 30 m de fondària.

## Distribució geogràfica
Es troba des de les Illes Ryukyu i Ogasawara fins a l'est de l'Índic, la Gran Barrera de Corall i Tonga.